# Cenél nEógain
Cenél nEóġain (em irlandês moderno: Cenél nEoghain) é a "tribo" ou descendentes de Eógan mac Néill, filho de Niall Noígiallach, que fundou o reino de Tír Eoghain no século V. Compreende muito do que é atualmente o condado de Tyrone, bem como partes dos condados de Londonderry, Donegal, Fermanagh, Monaghan e Armagh.
Em 1020 os Cenél nEógain foram expulsos através de Sliabh Fuait pelo Grande Rei Máel Sechnaill mac Domnaill.

## Linhagem
```
   
Fergal mac Máele Dúin

   |
   |___________________
   |                  |
   |                  |
   
Áed Allán
      
Niall Frossach

   |                  |
   |                  |
   
Mael Duin
      
Áed Oirdnide

   |                  |
   |                  |____________________________________________
   
Murchad
            |                                           |
                      |                                           |
                   
Niall Caille
                               
Mael Duin

                      |                                           |
    __________________|_______________________                    |
    |                                        |                    
Murchad

    |                                        |                    |
    
Aed Findliath
                        Flaithbertach            |
    |                                        |                    
Flaithbertach

    |___________________                     |
    |                 |                      Ualgarg
    |                 |                      |
    
Domnall
       
Niall Glúndub

    |                    (ver abaixo)         
Aed Ua hUalgairg

    |
    |__________________________________________________
    |          |                 |                   |
    |          |                 |                   |
    Conchobar  
Fergal
        
Flaithbertach
         Flann
    |          |                 |
    |          x                 |
    |          |                 Mael Ruanaid
    |  
Murchad Glun re Lar
                |
    |                                     |
    |                              Mael Sechnaill
    |________________________           |
    |               |      |            |______________
    |               |      |            |             |
    Flaithbertach   Tadg   Conn         |             |
                                        
Niall
     Lochlainn
                                        |
                    ____________________|___
                    |            |         |
                    |            |         |
                 
Domnall
        
Áed
     
Donnchad
```

```
   
Niall Glúndub

   |
   |_________________________________________________
   |                                                |
   |                                                |
   
Muirchertach mac Néill
                        Conaig
   |                                                |
   |______________________                          |
   |                    |                           Domnall
   |                    |                           |
   
Flaithbertach
    
Domnall ua Néill
                |
                        |                           
Fergal

   _____________________|_____________________
   |                    |
   |                    |
   Muiredach            
Áed
     Muirchertach
   |                                |
   |                                |
   Lochlainn                        
Flaithbertach Ua Néill

                                    |
                                    |
                                    
Áed

                                    |
                                    |
                                    
Áed In Macaem Toinlesc Ua Neill

                                    |
                     _______________|______________
                     |                            |
                     |                            |
                     
Áed Meith
                Niall Ruad
                     (filho)                      (filho)
```

Reis em itálico

## Descendentes
Os descendantes de Eógan são:
- Clan MacNeil
- Hugh O'Neill;
- Felim O'Neill de Kinard;
- Owen Roe O'Neill;
- Patrick O'Neill;
- Hugh Dubh O'Neill;
- Hugh McShane O'Neill;
- Conn O'Neill, 1º Conde de Tyrone

## Leituras adicionais
O'Brien, Michael A., ed.; Kelleher, John V. (introdução nas reedições de 1976 e 2005) (1962). Corpus Genealogiarum Hiberniae. 1. Dublin: DIAS. pp. 134–6, 175–80. ISBN 0901282316. OCLC 56540733. Genealogias para os Cenél nÉogain do norte.